# Purbalingga Kulon
Purbalingga Kulon is een bestuurslaag in het regentschap Purbalingga van de provincie Midden-Java, Indonesië. Purbalingga Kulon telt 2504 inwoners (volkstelling 2010).